# 에스타디오 데 라 카르투하

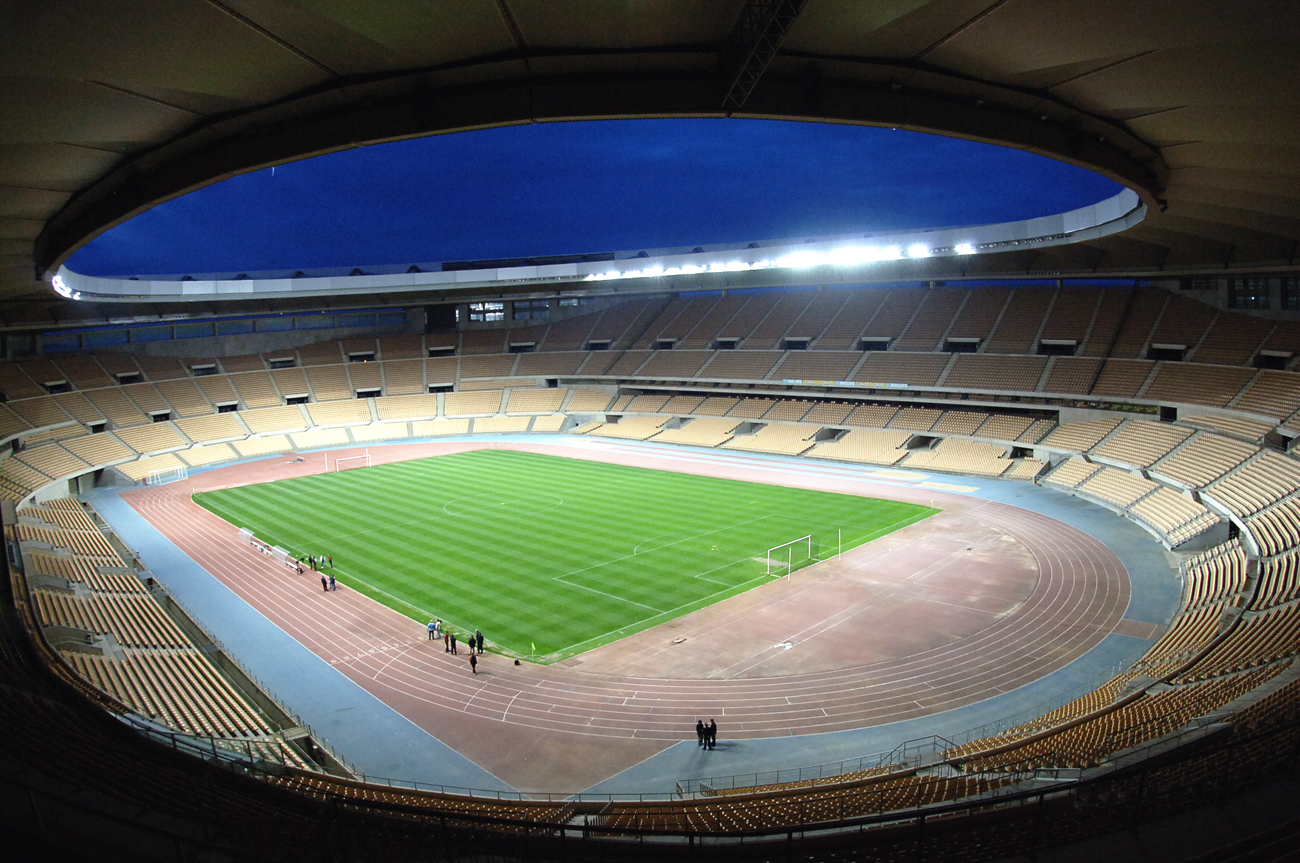
경기장 내부 전경

에스타디오 데 라 카르투하(스페인어: Estadio de La Cartuja) 또는 에스타디오 라 카르투하 데 세비야(스페인어: Estadio La Cartuja de Sevilla)는 스페인의 세비야에 위치한 다목적 경기장이다. 이 경기장은 1999년에 제7회 세계 육상 선수권 대회 개장을 대비하여 완공되었다. 에스타디오 올림피코 데 라 카르투하는 UEFA 5성급 경기장으로 셀틱과 포르투와의 UEFA컵 2002-03 시즌의 결승전이 개최되었다.
또한 스페인 축구 국가대표팀의 홈 경기 일부가 열리기도 하며, 코파 델 레이 결승전이 열린 적도 있다. 레알 베티스의 홈 구장의 임시 사용 금지로 인해 2007년 3월 31일에 비야레알과의 홈 경기를 이곳에서 치르기도 하였다.
경기장은 세비야 올림피코 경기장 협회 S.A.가 운영을 맡으며, 소유 관계는 안달루시아 지방정부가 40%, 스페인 정부가 25%, 세비야 시청이 19%, 세비야 주정부가 13%의 지분을 보유하고 있다. 소량이지만 3%의 지분은 레알 베티스와 세비야 FC가 가지고 있다.

## 역사
이 경기장은 세비야가 2004년 하계 올림픽과 2008년 하계 올림픽의 개최 후보지로 선정되었을 때 개최 대상지였지만, 올림픽 개최가 실패로 끝난 이후에도, 세비야의 주요 축구 클럽인 레알 베티스와 세비야의 홈 경기장으로 사용되지 않고 남아있었다. 하지만 두 클럽의 홈 경기장인 마누엘 루이스 데 로페라 경기장과 라몬 산체스 피스후안 경기장 확장 기간 동안 임시로 사용하고 싶다는 의견을 각 구단이 표명하기도 하였다.
2021년 4월 23일에는 유럽 축구 연맹(UEFA)가 코로나19 범유행의 여파로 인하여 UEFA 유로 2020을 개최할 수 없게 된 빌바오에 위치한 산 마메스에서 열릴 예정이었던 16강전, 조별 예선 경기를 세비야에 위치한 에스타디오 올림피코 데 라 카르투하에서 개최하는 결정을 내렸다.

## 기타 사용처
2008년 9월 16일에는 미국의 팝 가수인 마돈나의 스티키 & 스위트 투어의 공연 장소로 이용되었으며, 67,000명의 팬들이 몰렸다. 2009년 7월 28일에는 싱어송라이터인 브루스 스프링스틴과 그의 E-스트리트 밴드가 워킹 온 어 드림 투어의 공연 장소로 이용되었다. 2010년 9월 30일에는 U2의 U2 360° 투어의 공연 장소로 이용되었다.

## 주요 경기
| 날짜            | 팀 1                | 스코어         | 팀 2          | 라운드                    |
| --------------- | ------------------- | -------------- | ------------- | ------------------------- |
| 1999년 6월 26일 | 아틀레티코 마드리드 | 0 - 3          | 발렌시아 CF   | 코파 델 레이 1998-99 결승 |
| 2001년 6월 30일 | 셀타 비고           | 1 - 3          | 레알 사라고사 | 코파 델 레이 2000-01 결승 |
| 2003년 5월 21일 | FC 포르투           | 3 - 2 (연장전) | 셀틱 FC       | UEFA컵 2002-03 결승       |
| 2021년 6월 14일 | 스페인              | 0 - 0          | 스웨덴        | 유로 2020 E조 예선        |
| 2021년 6월 19일 | 스페인              | 1 - 1          | 폴란드        | 유로 2020 E조 예선        |
| 2021년 6월 23일 | 슬로바키아          | 0 - 5          | 스페인        | 유로 2020 E조 예선        |
| 2021년 6월 27일 | 벨기에              | 1 - 0          | 포르투갈      | 유로 2020 16강전          |

## 같이 보기
- 스페인 축구 국가대표팀
- UEFA 경기장 등급